# Џенисон (Мичиген)
Џенисон (Мичиген) (енгл. Jenison) насељено је место без административног статуса у америчкој савезној држави Мичиген.

## Демографија
По попису из 2010. године број становника је 16.538, што је 673 (-3,9%) становника мање него 2000. године.
| Група             | 2000.          | 2010.          |
| Белци             | 16.511 (95,9%) | 15.626 (94,5%) |
| Афроамериканци    | 84 (0,5%)      | 126 (0,8%)     |
| Азијати           | 147 (0,9%)     | 143 (0,9%)     |
| Хиспаноамериканци | 305 (1,8%)     | 416 (2,5%)     |
| Укупно            | 17.211         | 16.538         |